# Balaklijský rajón
Balaklijský rajón (ukrajinsky Балаклійський район) byl rajón v Charkovské oblasti na Ukrajině. Hlavním městem byl Balaklija a rajón měl přibližně 81 tisíc obyvatel obyvatel. V roce 2020 byl administrativně včleněn do Izjumského rajónu.

## Sídla v rajónu
- Andrijivka
- Balaklija
- Donec
- Savynci

## Současnost
V první polovině září 2023 frontová linie prošla až do Andrijivky, kterou se Ukrajincům 14. září podařilo osvobodit.